# Мадс Менса Ларсен
Мадс Менса Ларсен (дан. Mads Mensah Larsen, нар. 12 серпня 1991) — данський гандболіст, олімпійський чемпіон 2016 року.

## Виступи на Олімпіадах
| Олімпіада           | Дисципліна | Місце |
| ------------------- | ---------- | ----- |
| Ріо-де-Жанейро 2016 | гандбол    | 1     |

## Зовнішні посилання
- Мадс Менса Ларсен — олімпійська статистика на сайті Sports-Reference.com (англ.) (архівна версія)